# Nicolas Ambreville
Nicolas Van Brackel, dit Nicolas Ambreville ou Ambreville, né  à Bruxelles le 28 novembre 1863 et mort à Bruxelles le 29 octobre 1921, est un acteur et chanteur belge. Il joue comme acteur notamment avec le père de Fernand Crommelynck et avec Mistinguett.

## Biographie
Né en 1863, Nicolas Van Brackel exerce le métier de typographe jusqu'à l'âge de 16 ans. Il débute vers 1885 et joue avec Crommelynk le père de Fernand le dramaturge.
Il a suivi les cours au Conservatoire, dans la classe de Quélus, avec Malpertuis.
Ambreville fut le premier à interpréter le rôle de M. Meulemeester dans la célèbre pièce Le Mariage de mademoiselle Beulemans de Frantz Fonson et Fernand Wicheler. À la suite du décès d'Alfred Jacque en 1917, Ambreville reprit le rôle de Ferdinand Beulemans.
Retiré de la scène il s'installe libraire.
Il meurt subitement  à Bruxelles le 29 octobre 1921 d'une pneumonie à l'âge de 58 ans. Les obsèques de Nicolas Ambreville eurent lieu le 1er novembre 1921 en l'église Saint-Nicolas de Bruxelles suivi de l'inhumation au cimetière de Saint-Josse-ten-Noode.
Il est le père des comédiens Pierre Van Brackel dit Pitje Ambreville, Maurice Van Brackel dit Mauville et Lucien Van Brackel dit Lucville.

## Carrière au théâtre
- 1885 : Les Petits Mousquetaires, opérette en 5 tableaux de Paul Ferrier et Jules Prével, musique de Louis Varney, au théâtre royal des Galeries à Bruxelles (14 novembre) : Mousqueton[13]
- 1889 : L'Assommoir, drame en 5 actes de William Busnach et Oscar Gastineau d'après le roman d'Émile Zola, au théâtre Molière de Bruxelles (janvier) : Bec-Salé
- 1891 : A la houzarde, opéra-comique de Lucien d'Harcourt et Jacques Lemaire, musique d'Albert Renaud, décors de Georges Dubosc, à l'Alcazar de Bruxelles (15 mai)
- 1893 : Miss Helyett, opérette en 3 actes de Maxime Boucheron, musique d'Edmond Audran, au Casino de Néris-les-Bains (août)
- 1893 : Bruxelles, port de mer, revue en 2 actes de Luc Malpertuis et George Garnir, à l'Alcazar de Bruxelles (14 octobre)
- 1894 : Bruxelles sans gêne, revue en 2 actes de Théodore Hannon et Luc Malpertuis, musique de Georges Nazy, à l'Alcazar de Bruxelles (22 octobre)[14]
- 1895 : Bruxelles-Printemps, revue en 2 tableaux de Gustave Lagye, à l'Alcazar de Bruxelles (avril)
- 1895 : Me-Na-Ka, légende japonaise en 1 acte de Paul Ferrier, musique de Gaston Serpette, à l'Alcazar de Bruxelles (décembre)
- 1897 : Le Canard à trois becs, opéra-bouffe en 3 actes de Jules Moinaux, musique d'Émile Jonas, au théâtre des Nouveautés de Bruxelles (décembre)
- 1898 : Le Papa de Francine, opérette en 4 actes et 7 tableaux de Victor de Cottens et Paul Gavault, musique de Louis Varney, au théâtre des Nouveautés de Bruxelles (avril)
- 1900 ! Les P'tites Michu, opérette en 3 actes d'Albert Vanloo et Georges Duval, musique d'André Messager, au théâtre des Folies-Dramatiques (août)
- 1902 : La Femme à Papa, comédie-opérette en 3 actes d'Albert Milhaud et Alfred Hennequin, musique d'Hervé, au théâtre royal des Galeries à Bruxelles (février)
- 1903 : Yelta, opéra-comique en 3 actes de Fernand Beissier, musique de Charles Lecocq, au théâtre royal des Galeries à Bruxelles (mars)
- 1903 : La Revue civique, revue en 3 actes de M. Wanth, au théâtre royal des Galeries à Bruxelles (avril)
- 1903 : Véronique, opérette en 3 actes d'Albert Vanloo et Georges Duval, musique d'André Messager, au Coronet Theatre de Notting Hill Gate à Londres (4 mai)
- 1904 : Le Voyage de la mariée, opérette en 3 actes et 10 tableaux de Paul Ferrier et Maurice Ordonneau, musique d'Edmond Diet[15] et Justin Clérice, au théâtre royal des Galeries (12 décembre)
- 1909 : Block-Revue, revue de Léon Osterieth et Gustave Jongbeys, à l'Hippodrôme d'Anvers (mars)
- 1910 : Monsieur Zéro, vaudeville en 3 actes de Paul Gavault et André Mouëzy-Éon, à l'Olympia de Bruxelles (février)
- 1910 : Occupe-toi d'Amélie, pièce en 3 actes de Georges Feydeau, au théâtre de Béthune (mars) : Van Putzeboum
- 1910 : Le Mariage de mademoiselle Beulemans, comédie en 3 actes de Frantz Fonson et Fernand Wicheler, à l'Olympia  de Bruxelles (21 mars) : M. Meulemester
- 1911 : Les Moulins qui chantent, opérette en 3 actes de Frantz Fonson et Fernand Wicheler, musique d'Arthur Van Oost, au théâtre royal des Galeries à Bruxelles (27 mars) puis au théâtre Réjane à Paris le 6 avril 1912 : le bourgmestre de Middelbourg[16]
- 1913 : Le Mariage de mademoiselle Beulemans, opérette en 3 actes de Frantz Fonson et Fernand Wicheler d'après leur pièce, musique d'Arthur Van Oost, au Variétés-Casino de Bruxelles (janvier) : M. Meulemester[17]
- 1920 : Fintje a de la voix, comédie en 4 actes de Frantz Fonson, au théâtre du Gymnase (20 mai) : Alfred Van Baele

## Carrière au cinéma
- 1912 : Arthur fait du film de Georges et Marcel Ketterer, scénario d'Henri Grignon, avec Arthur Devère et Marchal[18]
- 1913 : Monsieur Beulemeester, garde civique d'Alfred Machin : Monsieur Beulemeester
- 1913 : Saïda a enlevé Manneken-Pis d'Alfred Machin[19]